# Parkermavella corrugata
Parkermavella corrugata är en mossdjursart som beskrevs av William Roy Branch och Hayward 2005. Parkermavella corrugata ingår i släktet Parkermavella och familjen Bitectiporidae. Inga underarter finns listade i Catalogue of Life.